# Фрич, Мартин
Мартин Фрич (чеш. Martin Frič; 29 марта 1902, Прага — 26 августа 1968, там же) — чешский сценарист, актёр, режиссёр и педагог.

## Биография
Ученик и близкий соратник известного чешского режиссёра Карела Ламача. Начинал автором субтитров для немых фильмов, был техником, актёром, оператором, сценаристом. Фильмы, снятые Мартином Фричем, до сих пор не теряют популярности. Он считается одним из основателей современного чешского кино и автором ряда легендарных классических комедий.
В 1965 году Мартину Фричу было присвоено звание народного артиста ЧССР.
В 1965—1968 годы — Первый секретарь Союза работников кино ЧССР.
Был женат на актрисе Марте Шуллеровой, больше известной по своему сценическому псевдониму Сюзанна Марвилл (Suzanne Marwille), приёмная дочь — актриса Марта Фричова.
Под впечатлением от августовского захвата Чехословакии войсками Варшавского договора он совершил самоубийство.

## Избранная фильмография
- Venoušek a Stázička (1922)
- Bílý ráj (1924)
- Páter Vojtěch (1928)
- Бравый солдат Швейк / Dobrý voják Švejk (1931)
- To neznáte Hadimršku (1931)
- Антон Шпелец, снайпер (1932)
- Лёличек на службе у Шерлока Холмса (1932)
- Учитель Идеал / Kantor Ideál (1932)
- Двенадцать стульев / Dvanáct křesel (1933)
- Ревизор / Revizor (1933)
- U snědeného krámu (1933)
- Hej rup! (1934)
- Jedenácté přikázání (1935)
- Jánošík (1935)
- Hrdina jedné noci (1935)
- Hordubalové (1937)
- Mravnost nade vše (1937)
- Tři vejce do skla (1937)
- Мир принадлежит нам (1937)
- Школа — основа жизни / Škola základ života (1938)
- Путь в глубины студенческой души / Cesta do hlubin študákovy duše (1939)
- Jiný vzduch (1939)
- Eva tropí hlouposti (1939)
- Muž z neznáma (1939)
- Катакомбы / Katakomby (1940)
- Тяжкая жизнь авантюриста / Těžký život dobrodruha (1941)
- Hotel Modrá hvězda (1941)
- Roztomilý člověk (1941)
- Valentin Dobrotivý (1942)
- Počestné paní pardubické (1944)
- 13-й участок (1945)
- Поцелуй на стадионе / Polibek ze stadionu (1947)
- Рассказы Чапека / Čapkovy povídky (1947)
- Воспитанница браконьера / Pytlákova schovanka (1949)
- Это было в мае / Bylo to v máji (1950)
- Западня / Past (1950)
- Закалённые / Zocelení (1951)
- Пекарь императора — Император пекаря / Císařův pekař, pekařův císař (1951)
- Операция Б / Akce B (1952)
- Тайна крови / Tajemství krve (1953)
- Сегодня в последний раз / Dnes naposled (1958)
- Даржбуян и Пандргола / Dařbuján a Pandrhola (1959)
- Принцесса с золотой звездой (1959)
- Белая пряжка (1960)
- Звезда по имени Полынь / Hvězda zvaná pelyněk (1964)
- Люди из фургонов / Lidé z maringotek (1966)
- Přísně tajné premiéry (1967)
- Nejlepší ženská mého života (1968)

## Награды и признание
- Государственная премия ЧССР (1950, 1951)
- премия 5-го Кинофестиваля в Карловых Варах (1950) — за фильм «Закалённые»
- Народный артист ЧССР (1965).